# Тетер-Ключ
Тете́р-Ключ (рос. Тетер-Ключ, башк. Тәтершишмә) — присілок у складі Караідельського району Башкортостану, Росія. Входить до складу Підлубовської сільської ради.
Населення — 8 осіб (2010; 19 у 2002).
Національний склад:
- татари — 95 %